# Asianthrips magnus
Asianthrips magnus (лат.) — вид трипсов рода Asianthrips из семейства Phlaeothripidae (Thysanoptera).

## Распространение
Встречаются в Юго-Восточной Азии: остров Сулавеси (Индонезия).

## Описание
Мелкие коричневые насекомые (длина около 1—2 мм) с четырьмя бахромчатыми крыльями. От близких видов отличаются следующими признаками:  голова длиннее, чем её ширина; 3-й членик усиков жёлтый, дистальная 1/2 заштрихована светло-коричневым; передние бёдра коричневые, с желтоватыми крайними вершинами; глазковая область слабо выступает в конус. Щетинки S1 на IX тергите брюшка длиннее S2. Максиллярные стилеты коротки, не достигают глаз; серия вентральных коротких щетинок на члениках усиков отсутствует; сетка между глазами очень слабая или почти гладкая. Мезопрестернум и мезоэустернум узко сросшиеся, с длинными швами между ними с обеих сторон; голова почти равна ширине или длиннее. III-й членик усиков желтоватый, светлее IV-го членика. III-V тергиты брюшка шире переднеспинки. Максиллярные стилеты длинные. III членик усиков с тремя чувствительными конусами. Усики 8-члениковые, VIII членик сросшийся с VII члеником; сегмент III асимметричный; колокольчатые сенсиллы на II членике расположены вблизи вершины. Заднегрудной стерноплевральный шов отсутствует; мезопрестернум медиально сросся с мезоэустернумом, между этими пластинками с обеих сторон имеются швы. Брюшные тергиты II—VII с двумя парами удерживающих крыло щетинок.

## Классификация
Вид был впервые описан в 2022 году японскими энтомологами Shuji Okajima и Masami Masumoto (Laboratory of Entomology, Tokyo University of Agriculture, Ацуги, Канагава, Япония). Близок к виду Asianthrips sulawesiensis. A. magnus уникален тем, что у него голова с очень слабой скульптурой между глазами и глазковой областью, слабо выступающая под острым углом в виде конуса.